# Barry Davis (zápasník)
Barry Alan Davis (* 7. září 1961 Bloomfield, USA) je bývalý americký zápasník. V roce 1984 vybojoval na olympijských hrách v Los Angeles stříbrnou medaili ve volném stylu v kategorii do 57 kg. O čtyři roky později, na hrách v Soulu vypadl ve stejné kategorii ve třetím kole. V roce 1987 vybojoval 2. místo na mistrovství světa.